# Platforma samopodnośna

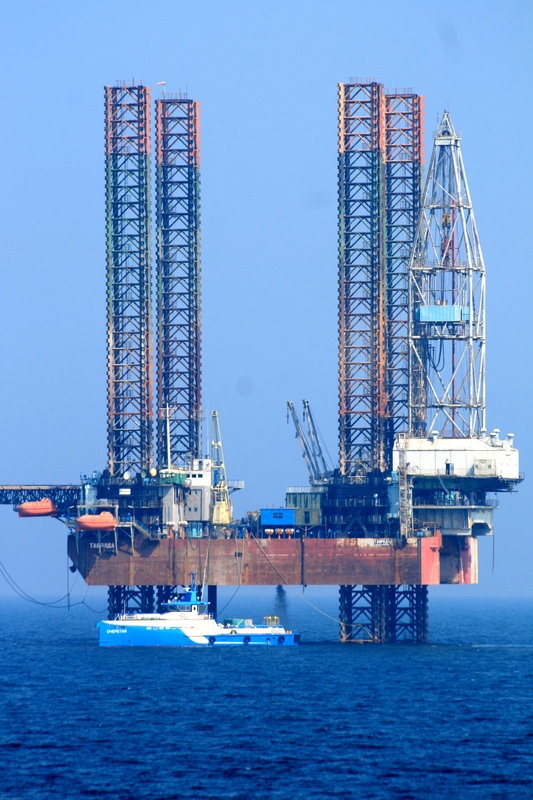
Platforma samopodnośna

Platforma samopodnośna (jack-up) – platforma wiertnicza, rodzaj barki, mająca kadłub zapewniający pływalność, która na miejscu pracy podnosi kadłub ponad powierzchnię wody, opierając się na dnie za pomocą opuszczanych „nóg”.
Nogi platformy mogą być podnoszone i opuszczane za pomocą hydraulicznych tłoków lub silników obracających koła zębate, zazębione w listwach zębatych, będących częścią nóg. Dolne końce nóg mają konstrukcję zmniejszającą zapadanie się nóg w gruncie. Nogi wykonuje się w postaci rur albo kratownic.
Wiertnia najczęściej znajduje się na wysuwanej podstawie, dzięki czemu platforma może stanąć obok istniejącej platformy stałej i wiercić w odwiertach (studniach) mających zakończenie w obrębie platformy stałej.
Niektóre platformy mają własny napęd, pozwalający przemieszczać się samodzielnie, lecz zdecydowana większość nie ma napędu i jest przemieszczana za pomocą holowników lub (na większe odległości) na statkach półzanurzalnych.
Zaletami platform samopodnośnych są duża mobilność i stabilność oraz możliwość wiercenia nad platformami stałymi. Wadami są ograniczenia głębokości wody.
Platforma Noble Lloyd Noble, zbudowana w 2016, jest (w 2020) największą platformą samopodnośną. Nogi o długości 214 metrów pozwalają na pracę w wodzie o głębokości 150 metrów, przy czym platforma, dla uniknięcia uszkodzenia przez fale, znajduje się na wysokości 69 metrów nad powierzchnią wody.